# Abel Burja
Abel Burja (auch Bürja, Buria, Burgeat; * 30. August 1752 in Kiekebusch bei Berlin; † 16. Februar 1816 in Berlin) war Mathematiker und Mitglied der Königlich-Preußischen Akademie der Wissenschaften in Berlin.

## Leben
Abel Burja stammte aus einer französisch-reformierten Hugenottenfamilie. Seine Ausbildung erhielt er am College francaise (französisches Gymnasium) in Berlin, an dem er von 1770 bis 1779 auch als Lehrer tätig war.
Dann ging er nach Sankt Petersburg, wo er als Hauslehrer bei der Familie Tatitschef und als französisch-reformierter Prediger wirkte. Am 24. Mai 1781 heiratete er Catherine Julienne Maß, mit der er einen Sohn und zwei Töchter hatte.
1784 kehrte er nach Berlin zurück und nahm das Amt eines Predigers an der Französischen Friedrichstadtkirche an. Er wurde am 29. Januar 1789 ordentliches Mitglied der mathematischen Klasse der Akademie der Wissenschaften. 1793 legte er seine kirchlichen Ämter nieder und wurde Professor der Mathematik an der königl. Ritterakademie. Neben der Mathematik beschäftigte sich Burja in den 1790er Jahren auch mit der optischen Telegrafie. Er entwickelte einen Telegrafencode für ein auf Flaggen oder Fackeln beruhendes System und beschrieb ein Gerät mit dem einzelne Buchstaben durch hinterleuchtete Schablonen über mehrere Kilometer übermittelt werden konnten. Ab 1794 war er Ehrenmitglied der Russischen Akademie der Wissenschaften in St. Petersburg.
Von 1800 bis 1810 war er Inspektor am Collège français. Ab 1810 hielt er Vorlesungen an der Alma Mater Berolinensis (heute Humboldt-Universität zu Berlin). Er starb am 16. Februar 1816 in Berlin.

## Schriften
- als Übersetzer: Moïse, fils de Mendel (d. i. Moses Mendelssohn): Phédon, ou Dialogues Socratiques sur l’Immortalité de l’Ame. En commission chez Haude & Spener, Berlin 1772, urn:nbn:de:gbv:3:1-227130.
- La petite philosophie, ou principes de l’art de bien penser, de bien dire, et de bien faire. Breitkopf, St. Petersburg u. a. 1784.
- Le prix de la liberté religieuse et civile. de la Garde, Berlin 1785, (Digitalisat).
- Observations d’un voyageur sur la Russie, la Finlande, la Livonie, la Curlande et la Prusse. Unger, Berlin 1785, (Digitalisat).
- Der selbstlernende Algebrist, oder deutliche Anweisung zur ganzen Rechenkunst, worunter sowohl die Arithmetik und gemeine Algebra, als auch die Differenzial- und Integral-Rechnung begriffen ist. 2 Bände. Lagarde und Friedrich, Berlin u. a. 1786, (Digitalisate: Band 1, Band 2).
- Der selbstlernende Geometer, oder deutliche Anweisung zur Meßkunst, worin sowohl die euklidische Geometrie, als auch die geradlinichte und sphärische Trigonometrie, nebst einer Anleitung zum Nivelliren und Landmessen enthalten ist. 2 Bände. Lagarde und Friedrich, Berlin u. a. 1787, (Digitalisate: Band 1, Band 2).
- Grundlehren aller mechanischen Wissenschaften. 4 Theile. Lagarde und Friedrich, Berlin u. a. 1789–1792;
  - Theil 1: Grundlehren der Statik oder desjenigen Theiles der Mechanik welcher vom Gleichgewichte bei festen Körpern und Maschinen handelt. 1789, (Digitalisat);
  - Theil 2: Grundlehren der Hydrostatik oder desjenigen Theiles der Mechanik welcher vom Gleichgewichte des Wassers, der Luft, und überhaupt aller flüssigen Materien, wie auch von den auf diesem Gleichgewichte gegründeten Maschine handelt. 1790, (Digitalisat);
  - Theil 3: Grundlehren der Dynamik oder desjenigen Theiles der Mechanik welcher von den festen Körpern im Zustande der Bewegung handelt. 1791, (Digitalisat);
  - Theil 4: Grundlehren der Hydraulik oder desjenigen Theiles der Mechanik welcher von der Bewegung und dem Widerstande flüssiger Materien handelt. 1792, (Digitalisat).
- Beschreibung eines musikalischen Zeitmessers. Petit und Schöne, Berlin 1790, (Digitalisat).
- Anleitung zur Optik, Katoptrik und Dioptrik. Schöne, Berlin 1793, (Digitalisat).
- Abhandlung von der Telegraphie oder Fernschreibekunst. Vossische Buchhandlung, Berlin 1794, (Digitalisat).
- Lehrbuch der Astronomie. 2 Bände. Schöne, Berlin 1794–1796, (Digitalisate: Band 1, Band 2).
- Der mathematische Maler oder gründliche Anweisung zur Perspektive nach verschiedenen Methoden; nebst einem Anhange über die theatralische Perspektive und der Beschreibung eines neuen perspektivischen Instruments. Schöne, Berlin 1795, urn:nbn:de:bvb:12-bsb00077780-2.
- Die Pasilalie oder kurzer Grundriß einer allgemeinen Sprache, zur bequemen sowohl schriftlichen als mündlichen Mittheilung der Gedanken unter allen Völkern. Duncker u. Humblot, Berlin 1809, (Digitalisat).